# Los desnudos y los muertos
Los desnudos y los muertos (título original: The Naked and the Dead) es una novela del escritor estadounidense Norman Mailer. Fue publicada por primera vez por Rinhart & Company, en 1948.
La novela es la primera escrita por Mailer, cuando tenía veinticinco años. Relata los hechos protagonizados por un pelotón durante la Segunda Guerra Mundial, basados, de manera parcial, en las experiencias del propio escritor, que fue cocinero en un regimiento en la Campaña de Filipinas. El libro le dio rápida fama y, en opinión de algunos, resultó el mejor de todos los que escribió.
La novela fue llevada al cine con el mismo título, The Naked and The Dead, en 1958. En el elenco estuvieron Cliff Robertson, Aldo Ray y Raymond Massey. Fue dirigida por Raoul Walsh.

## La obra
La novela está estructurada en cuatro partes: Ola; Argil y Moho; Planta y Fantasma; y Despertar. La historia se centra en un pelotón y los hombres, de diferentes características étnicas y religiosas, que lo componen. La acción se desarrolla en la ficticia isla Anopopel, ubicada en el Océano Pacífico. El enfrentamiento es contra los japoneses y la misión de las fuerzas estadounidenses es el reconocimiento del terreno para abrirse paso a Filipinas.
La línea argumental se desarrolla alrededor de cuatro personajes y va en dos sentidos: el del poder, que toma decisiones desde la distancia, pero desconoce la guerra real, representado en las figura del general Cummings y sus diálogos con el subteniente Hearn; el segundo es el de la guerra real, donde el pelotón comandado por el sargento Craft debe penetrar la retaguardia de los japoneses.
Las miserias de la guerra, de los hombres que participan en ella (desnudos ante la muerte), son descritos con crudeza. Mailer describe cómo otros hombres, desde la distancia, manejan los intereses reales que originaron la guerra. 
Los temas principales son los que Mailer toca en todas sus obras posteriores: el poder, la muerte, la deshumanización de los hombres (en este caso, de los soldados), la homosexualidad y el machismo.